# Broken English (gruppo musicale)
Broken English era il nome di un gruppo musicale formatosi nel 1987 e scioltosi nel 1991.
La band era capitanata da Steve Elson, che aveva iniziato la carriera come solista, ma quando in onore dei Rolling Stones aveva registrato una canzone intitolata Comin' on Strong con dei rumori di sassi in sottofondo, un suo amico gli diede l'idea di creare un gruppo.
I Broken English hanno inciso un album, che sarebbe stato pubblicato solamente nel 2007, a quasi 20 anni di distanza.

## Discografia

### Singoli
- Comin' on Strong / Suffer in Silence (#18 UK)
- Love on the Side / Deep in My Heart (#69 UK)
- Do You Really Want Me Back

### Album
- The Rough with the Smooth (2007)

#### Tracce
1. Show a Little Mercy
2. Straight Lace Girls
3. Don't Change
4. Emotional Suicide
5. You Take Me Away
6. Comin' on Strong
7. Casanova
8. Ball 'n' Chain
9. Love on the Side
10. Woman of Stone
11. Do You Really Want Me Back
12. Comin' on Strong (2) (Bonus track)
13. Fire Me Up (Bonus track)
14. Rough Cut Diamonds (Bonus track)
15. Running Out (Bonus track)

## Formazione
- Steve Elson - chitarrista e cantante
- Jamie Moses - chitarrista
- Alan Coates - chitarrista
- Paul Fenton - batteria
- Zac Starkey - batteria
- Geoff Cooper - batteria